# Football Club de Lyon
Il Football Club de Lyon, in Italia noto come FC Lione, è una società calcistica femminile francese con sede nella città di Lione, sezione femminile dell'omonima polisportiva.
Fondata originariamente nel 1970, la squadra ha militato nella Division 1, la massima serie del calcio femminile francese, dalla stagione 1976-1977 fino al 2003-2004, conquistando quattro titoli nazionali (1991, 1993, 1995, 1998).
Nel suo palmarès figurano anche due coppe di Francia, vinte nelle stagioni 2002-2003 e 2003-2004. A causa di gravi difficoltà finanziarie, il club cedette il proprio titolo sportivo a Jean-Michel Aulas, confluendo nella neonata sezione femminile dell'Olympique Lyonnais.
Il club è stato poi rifondato nel 2009, giocando però nei livelli inferiori del calcio femminile francese.

## Palmarès

### Competizioni nazionali

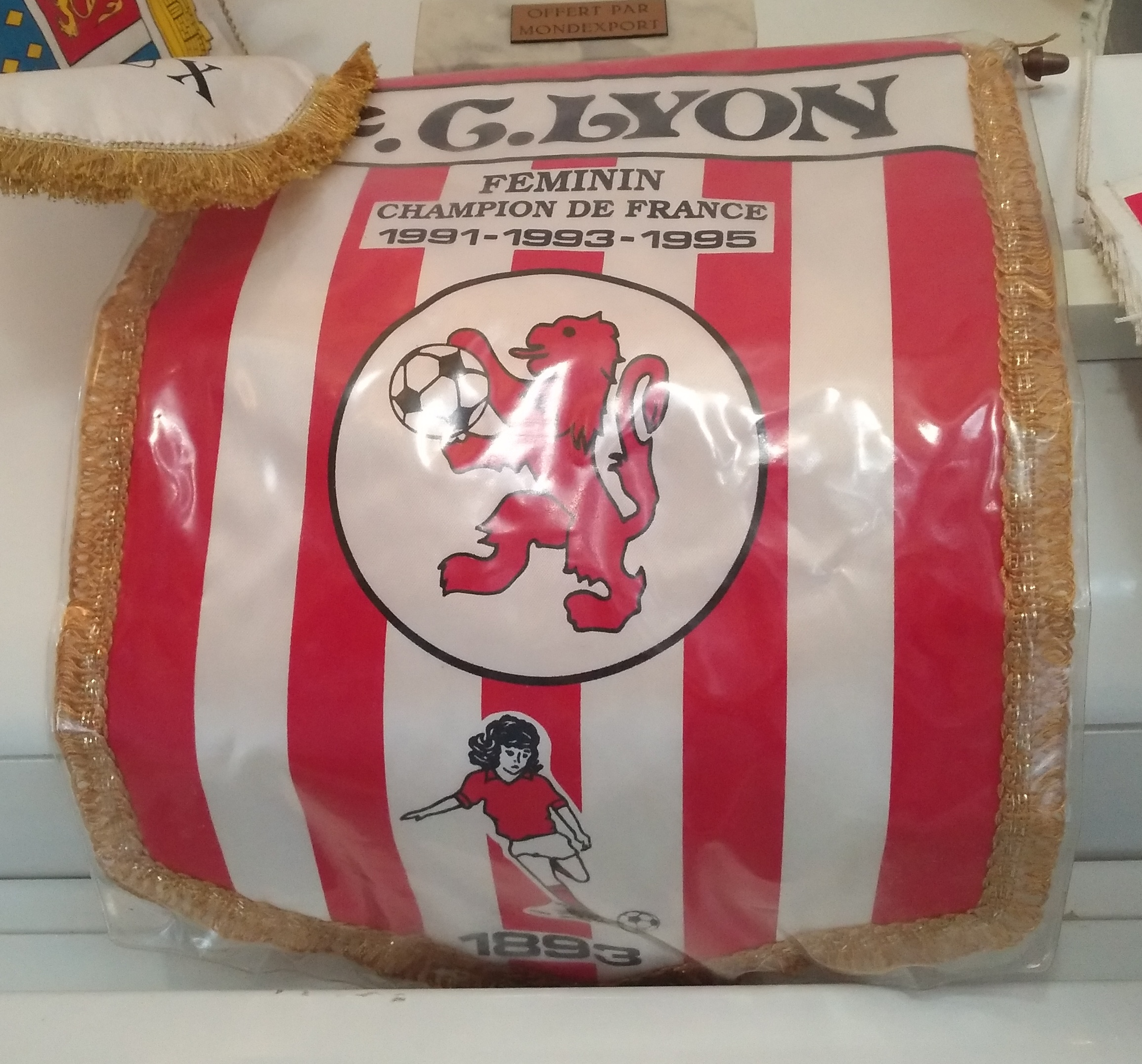
Stendardo del club riportante gli anni delle prime tre vittorie del club in massima serie.

- Campionato francese: 4

1990-1991, 1992-1993, 1994-1995, 1997-1998
- Coppa di Francia: 2

2002-2003, 2003-2004